# XXIII Batallón de Fortaleza de la Luftwaffe
El XXIII Batallón de Fortaleza de la Luftwaffe (XXIII. Luftwaffen-Festungs-Bataillon) fue una unidad de la Luftwaffe durante la Segunda Guerra Mundial.

## Historia
Fue formado el 19 de septiembre de 1944 en el XII Distrito Militar en Wilsberg/Zieglingen en Alsacia por la conversión del I Batallón y el III Batallón del Regimiento de Defensa Local Lisieux. Sirvió en Holanda (Dordrecht) durante el resto de la guerra. Se componía de: compañía de Plana Mayor con dos pelotones de telefonistas, dos pelotones de radiotelegrafistas, una unidad de transporte y una de intendencia. 
- 1.ª Compañía de Fortaleza de la Luftwaffe
- 2.ª Compañía de Fortaleza de la Luftwaffe
- 3.ª Compañía de Fortaleza de la Luftwaffe
- 4.ª Compañía de Fortaleza de la Luftwaffe

El batallón llegó el 12 de octubre de 1944 al Cuerpo de Ejército Feldt y estaba subordinado al 27.º Personal de Ingenieros de Fortificaciones. Tras su reformación, el batallón se puso en marcha y a principios de noviembre de 1944 fue disuelto, repartiéndose entre la 347.ª División de Infantería y la 275.ª División de Infantería.